# Římskokatolická farnost Velké Poříčí
Římskokatolická farnost Velké Poříčí je územním společenstvím římských katolíků v rámci náchodského vikariátu královéhradecké diecéze.

## O farnosti

### Historie
Kostel ve Velkém Poříčí byl vystavěn v letech 1906–1910 a vysvěcen 8. září 1910 náchodským děkanem Františkem Antonínem Peckou. Výstavba budovy fary byla započata v roce 1927 na parcele číslo katastru 686/17 (dnešní st. 368), která byla odkoupena od obce Velké Poříčí n/Met. za cenu dle trhové smlouvy 1180 Kč (tehdejší měny).

### Současnost
Farnost je administrována ex currendo z Hronova.
| Kostel                        | Místo        | Bohoslužba    | Bohoslužba | Poznámka     |
| ----------------------------- | ------------ | ------------- | ---------- | ------------ |
| Kostel Navštívení Panny Marie | Velké Poříčí | neděle středa | 9.45 17.30 | farní kostel |